# Чемпіонат УРСР із шахів 1968 (жінки)
28-й чемпіонат України із шахів серед жінок, що проходив у Трускавці з 19 березня по 8 квітня 1968 року.

## Загальна інформація про турнір
Головний суддя турніру — А. Ольшанський.
Чемпіонат проходив за коловою системою за участі 15 шахісток, у тому числі три майстри спорту, серед них — міжнародного класу — харків'янка Ольга Андреєва.
У турнірі взяли участь сім чемпіонок України попередніх років, зокрема:

Берта Вайсберг (1935, 1936, 1938, 1946, 1950, 1956, 1959), Любов Якір (Коган) (1947, 1948, 1951, 1952, 1953, 1954), 
Ніна Русинкевич (1958), Естер Гольдберг (1955), Ольга Андреєва (1961, 1965, 1966), Любов Ідельчик (1963), Марта Шуль (Літинська) (1967)
На відміну від минулих змагань, цей турнір був ще й відбірковим. Дві найсильніші учасниці отримували право участі у фінальний частині першості СРСР.
Після перших трьох турів попереду були Марта Шуль та першорозрядниця з Запоріжжя Лідія Муленко — по 2½ очка, Невдало стартувала Ольга Андреєва, програвши львів'янці Ірині Розенцвайг та Лідії Муленко. Дві поразки також мала Любов Якір.
У 4-му турі Ольга Андреєва перемогла наймолодшу учасницю школярку Ірину Острій, оголосивши їй мат на 26-му ході. Тетяна Крюкова перемогла Лідію Муленко, Римма Антонова — Любов Ідельчик, Ірина Розенцвайг поступилася Естер Гольдберг, а Берта Вайсберг — Світлані Ігнатченко. У п'ятому турі Якір перемогла Антонову.
Після 5-ти турів лідирувала чемпіонка України 1967 року Марта Шуль — 3 очки з 4. За нею розташувалися Н. Русинкевич, Л.Муленко — по 2½ очка з 4, О. Андреєва, Р. Антонова та Л. Ідельчик по 2½ очка з 5, у С. Ігнатченко — 2 з 2-х.
Після 9-го туру відбулося догравання аж 16 партій. Це засвідчило, що у чемпіонаті відбувалася напружена боротьба. Ось як виглядала група лідерів: І.Розенцвайг завдала поразки Л. Муленко і О. Орловській, Шуль перемогла Андреєву, остання виграла у Русинкевич, котра до того не мала програшів. На 73-му ході зафіксована нічия в партії Е. Гольдберг з Л. Ідельчик. Внічию зіграли Л. Якір з Т. Крюковою, І. Острій з С. Ігнатченко.
Після 9 турів група лідерів була такою: І. Розенцвайг — 6 очок, М. Шуль — 5½, С. Ігнатченко та Н. Русинкевич — 5 очок з 8, у Т. Крюкової — 5 очок з 9, Л. Ідельчик, О. Андреєва — по 4½, причому в останньої після 9 партій.
У 10-му турі М. Шуль поступилася Е. Гольберг. І. Розенцвайг перемогла І. Острій, Н. Русинкевич — О. Орловську.
Одинадцятий тур пройшов під знаком повної переваги білих. Усі сім партій закінчилися на користь шахісток, які грали білими. О. Андреєва взяла гору над Т. Крюковою, Н. Русинкевич виграла в Е. Гольдберг, а М. Шуль перемогла Б. Вайсберг. І. Розенцвайг зазнала поразки від Л. Ідельчик. У 12-му турі на 10-му ході заключили мирну угоду І. Розенцвайг та Л. Якір, це була найкоротша партія турніру. Н. Русинкевич примусила капітулювати Б. Вайсберг, а О. Андреєва перемогла О. Орловську. Це булу четверта поспіль перемога харків'янки.
За три тури до закінчення турніру лідирувала Н. Русинкевич — 8 очок з 11 можливих. Її переслідували львів'янки М. Шуль та І. Розенцвайг — по 7½ очка, у О. Андреєвої та Л. Ідельчик — по 6½, але в останньої з 12 партій.
У 13-му і 14-му турах Ніна Русинкевич здобула дві перемоги (загалом п'ята поспіль). Спочатку представниця Донецька перемогла С. Ігнатченко, а потім одну з основним своїх суперниць — І. Розенцвайг. Набравши 10 очок з 13-ти, Ніна Русинкевич за тур до фінішу стала недосяжною для інших учасниць. Це її друга перемога в чемпіонаті України після десятирічної перерви.
Два очка на фінішу здобула й міжнародний майстер О. Андреєва. Вона завдала поразки Е. Гольдберг та Б. Вайсберг. Причому в Гольдберг вона виграла за 10 ходів. Досить рідкісний випадок у турнірній практиці подібного рангу (подібний випадок трапився у першості України 1953 року). Фінішний спурт О.Андреєвої, яка здобула 6 перемог поспіль, дозволив їй наздогнати львівських студенток М. Шуль та І. Розенцвайг — в усіх трьох шахісток по 8½ очка.
В останньому турі М. Шуль перемогла Л. Муленко, О. Андреєва програла С. Ігнатченко, усі решта шахісток закінчили турнір нічиєю.
У підсумку Ніна Русинкевич набрала 10½ очок (1-ше місце), срібну нагороду отримала Марта Шуль (9½ очка), бронзову — Ірина Розенцвайг (9 очок).

## Турнірна таблиця
| №  | Учасник                 | Місто     | Звання (розряд) |  | 1 | 2 | 3 | 4 | 5 | 6 | 7 | 8 | 9 | 10 | 11 | 12 | 13 | 14 | 15 |  | + | − | = | Очки | Місце   |
| -- | ----------------------- | --------- | --------------- |  | - | - | - | - | - | - | - | - | - | -- | -- | -- | -- | -- | -- |  | - | - | - | ---- | ------- |
| 1  | Ніна Русинкевич         | Донецьк   | 1               |  |   | ½ | 1 | 0 | 1 | ½ | 1 | 1 | 1 | 1  | ½  | ½  | ½  | 1  | 1  |  | 8 | 1 | 5 | 10½  | Gold    |
| 2  | Марта Шуль (Літинська)  | Львів     | 1               |  | ½ |   | 0 | 1 | 1 | ½ | ½ | 0 | 1 | 1  | 0  | 1  | 1  | 1  | 1  |  | 8 | 3 | 3 | 9½   | Silver  |
| 3  | Ірина Розенцвайг        | Львів     | 1               |  | 0 | 1 |   | 1 | ½ | 0 | ½ | 0 | 1 | 1  | 1  | 1  | ½  | ½  | 1  |  | 7 | 3 | 4 | 9    | Bronze  |
| 4  | Ольга Андреєва          | Харків    | мм              |  | 1 | 0 | 0 |   | 0 | ½ | 1 | 1 | 0 | 1  | 1  | 0  | 1  | 1  | 1  |  | 8 | 5 | 1 | 8½   | 4       |
| 5  | Любов Якір (Коган)      | Київ      | мс              |  | 0 | 0 | ½ | 1 |   | 0 | 1 | ½ | 1 | ½  | ½  | ½  | 1  | 1  | ½  |  | 5 | 3 | 6 | 8    | 5       |
| 6  | Любов Ідельчик          | Харків    | мс              |  | ½ | ½ | 1 | ½ | 1 |   | 0 | ½ | ½ | 0  | ½  | 1  | 0  | 1  | ½  |  | 4 | 3 | 7 | 7½   | 6       |
| 7  | Римма Антонова          | Київ      | 1               |  | 0 | ½ | ½ | 0 | 0 | 1 |   | ½ | 1 | ½  | ½  | 0  | 1  | ½  | 1  |  | 4 | 4 | 6 | 7    | 7 — 8   |
| 8  | Естер Гольдберг         | Київ      | 1               |  | 0 | 1 | 1 | 0 | ½ | ½ | ½ |   | 0 | 0  | ½  | 1  | 1  | ½  | ½  |  | 4 | 4 | 6 | 7    | 7 — 8   |
| 9  | Світлана Ігнатченко     | Запоріжжя | 1               |  | 0 | 0 | 0 | 1 | 0 | ½ | 0 | 1 |   | ½  | ½  | 1  | 0  | 1  | 1  |  | 5 | 6 | 3 | 6½   | 9 — 11  |
| 10 | Ірина Острій            | Київ      | 1               |  | 0 | 0 | 0 | 0 | ½ | 1 | ½ | 1 | ½ |    | ½  | 0  | 1  | 1  | ½  |  | 4 | 5 | 5 | 6½   | 9 — 11  |
| 11 | Тетяна Крюкова (Махиня) | Київ      | 1               |  | ½ | 1 | 0 | 0 | ½ | ½ | ½ | ½ | ½ | ½  |    | 1  | ½  | ½  | 0  |  | 2 | 3 | 9 | 6½   | 9 — 11  |
| 12 | Лідія Муленко           | Запоріжжя | 1               |  | ½ | 0 | 0 | 1 | ½ | 0 | 1 | 0 | 0 | 1  | 0  |    | 1  | 0  | 1  |  | 5 | 7 | 2 | 6    | 12      |
| 13 | Людмила Семенюк         | Луганськ  | 1               |  | ½ | 0 | ½ | 0 | 0 | 1 | 0 | 0 | 1 | 0  | ½  | 0  |    | 1  | 1  |  | 4 | 7 | 3 | 5½   | 13      |
| 14 | Берта Вайсберг          | Київ      | 1               |  | 0 | 0 | ½ | 0 | 0 | 0 | ½ | ½ | 0 | 0  | ½  | 1  | 0  |    | ½  |  | 1 | 8 | 5 | 3½   | 14 — 15 |
| 15 | Олена Орловська         | Миколаїв  | 1               |  | 0 | 0 | 0 | 0 | ½ | ½ | 0 | ½ | 0 | ½  | 1  | 0  | 0  | ½  |    |  | 1 | 8 | 5 | 3½   | 14 — 15 |